# Staupunktströmung

Abb. 1: Staupunktströmung um ein Hindernis (Rankine-Körper, grau) mit Staupunktstromlinie (weiß gestrichelt) und Druckfeld (rot hoch, blau niedrig)

Die Staupunktströmung ist in der Fluidmechanik die Umströmung eines Hindernisses wie in Abb. 1, auf dem im Staupunkt die Strömung völlig zur Ruhe kommt und in dem der Druck um den Staudruck erhöht ist.:63 Der dynamische Druck und der Staudruck sind betraglich gleich groß, treten aber an unterschiedlichen Orten im Strömungsfeld auf. In Abb. 1 befindet sich der Staupunkt im roten Gebiet hohen Drucks am Ende der gestrichelten Staupunktsstromlinie.
Hinter dem Hindernis schließt sich die Nachlaufströmung an. Während die Staupunktströmung vor dem Körper nahezu verlustfrei erfolgt, ist die Nachlaufströmung infolge der häufig auftretenden Wirbelbildung und der Nachlaufdelle mit Verlusten verbunden.

## Staudruck und dynamischer Druck
Wenn die Bernoulli-Gleichung anwendbar ist, wie zum Beispiel in dünnflüssigen Flüssigkeiten oder adiabaten Gasen, und die Schwerkraft keine Rolle spielt, dann liefert die Gleichung für einen Punkt 0 auf der Staupunktstromlinie (weiß gestrichelt in Abb. 1 und in Abb. 2 im rot markierten Staupunkt endend) vor dem Staupunkt und dem Punkt 1 im Staupunkt:
{\displaystyle {\text{konst.}}=p_{0}+\underbrace {{\frac {\rho }{2}}v_{0}^{2}} _{p_{\text{dyn}}}=p_{1}}
Im Punkt 0 vor dem Staupunkt spürt das Fluidelement den Druck {\displaystyle p_{0}} und der dynamische Druck {\displaystyle p_{\text{dyn}}={\tfrac {\rho }{2}}v_{0}^{2}} repräsentiert die volumenbezogene kinetische Energie des (punktförmigen) Fluidelements, stellt im Punkt 0 vor dem Staupunkt somit keinen thermomechanischen Druck dar. Im Staupunkt 1 kann der thermomechanische Druck {\displaystyle p_{1}} in den  ungestörten Druck {\displaystyle p_{0}} der Anströmung in gleicher Höhe und den Staudruck {\displaystyle p_{\text{stau}}={\tfrac {\rho }{2}}v_{0}^{2}=p_{\text{dyn}}} additiv zerlegt werden, der im Staupunkt ein thermomechanischer Druck geworden ist, der die Arbeit geleistet hat, die notwendig war, um das Fluidteilchen abzubremsen.

## Staupunktströmung
Vor dem Hindernis staut sich die Strömung auf und weicht ihm nach allen Seiten aus. Im Mittelpunkt des Staugebietes liegt der Staupunkt, wo die Strömung völlig zur Ruhe kommt. Diejenige Stromlinie, die als einzige im Staupunkt endet, ist die Staupunktsstromlinie (in Abb. 1 weiß gestrichelt und in Abb. 2 im roten Punkt endend). Aufgrund seines Impulses kann ein Fluidteilchen auf ihr dem ansteigenden Druck entgegenlaufen, verliert dabei aber an Schwung und entsprechend auch kinetische Energie. Mit dem abnehmenden dynamischen Druck geht auf der Stromlinie ein steigender statischer Druck einher, was ein mitbewegter Beobachter spüren würde. Das Fluidelement wird weiter abgebremst bis im Staupunkt seine kinetische Energie aufgebraucht ist und es relativ zum Hindernis zur Ruhe kommt. Dort spürt das Fluidelement den Gesamtdruck, der um den Staudruck gegenüber dem ungestörten Druck der Anströmung in gleicher Höhe erhöht ist. Der Staudruck hat die Arbeit geleistet, die notwendig war, um das Fluidelement im Staupunkt zum Stillstand zu bringen.
Ein seitlich benachbartes Fluidelement würde im weiteren Verlauf durch die Druckgradientkraft vom Staupunkt weg beschleunigt werden, wo sich der Vorgang in umgekehrter Reihenfolge abspielt: Die kinetische Energie und gleichbedeutend der dynamische Druck nehmen zu und der statische Druck in gleicher Weise ab.

## Staupunkt

Abb. 2: Staupunkt (rot markiert) an einem Tragflügelprofil

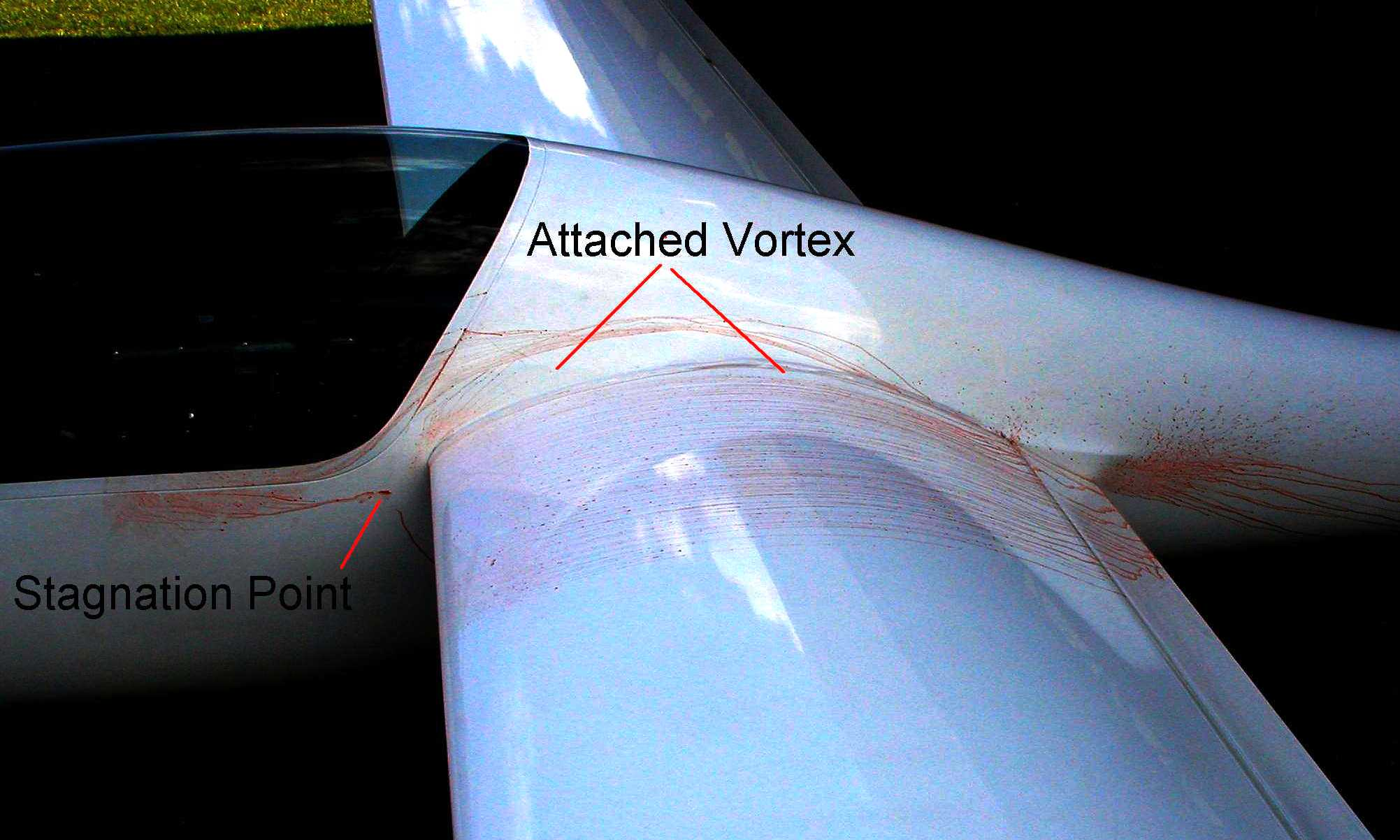
Abb. 3:Schempp-Hirth Janus: Staupunkt (engl. stagnation point) und anliegende Laminarströmung (engl. attached vortex) am Rumpf-Flächenübergang

Als Staupunkt (engl. stagnation point) wird der Punkt auf der Oberfläche eines angeströmten Körpers (in Abb. 2 ein Profil) bezeichnet, an dem das strömende Fluid zur Ruhe kommt, so dass die kinetische Energie durch die Arbeit des Staudrucks aufgebraucht ist. Der Druck im Staupunkt ist daher, verglichen mit anderen Stellen auf der Körperoberfläche, am größten und wird als Gesamtdruck bezeichnet.
Bei Tragflächen befindet sich der Staupunkt an der Vorderkante des Profils. Mit Änderung des Anstellwinkels ändert sich auch die Lage des Staupunktes: mit Erhöhung des Anstellwinkel wandert der Staupunkt ein wenig auf die Tragflächenunterseite (vgl. Abb. 3). Folglich muss die anströmende Luft, die unmittelbar oberhalb des Staupunktes auf die Vorderkante trifft, eine kurze Strecke entgegengesetzt der anströmenden Luft zurücklegen, um die Profiloberseite zu erreichen.

Staupunkte im Strömungsfeld
Abb. 4: Staupunkt in aufeinander treffenden gegenläufigen Strömungen
Abb. 5: Staupunkt unterhalb eines schnell rotierenden Zylinders oder Balls
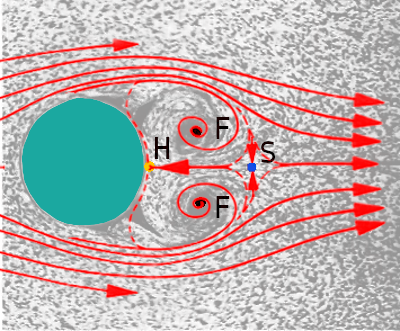
Abb.. 6: Staupunkt (blau) hinter einem Zylinder (türkis)

Staupunkte befinden sich nicht immer auf Festkörpern, sondern können auch im Strömungsfeld liegen, wie die Abbildungen 4 bis 6 beispielhaft zeigen. In Abb. 4 und 5 sind Stromlinien weiß und das Druckfeld farbig (rot hoch, blau niedrig) gezeichnet. In Abb. 6 ist die Strömung rot skizziert und der Staupunkt blau dargestellt.
In Abb. 4 treffen zwei gegenläufige Strömungen aufeinander, wo in der Bildmitte, im Kreuzungspunkt der Staupunktsstromlinien und dem Zentrum des Gebiets hohen Drucks, der Staupunkt liegt. Der horizontale Impuls wird durch das Hochdruckgebiet in vertikalen Impuls umgesetzt, der die Fluidelement nach oben und unten ausweichen lässt.
Abbildung 5 zeigt die idealisierte, laminare Strömung, um einen, im Sinn der schwarzen Pfeile, schnell rotierenden Zylinder oder Ball (grau). Durch die Haftbedingung reißt er das Fluid mit, das durch seine Viskosität den Impuls nach außen, vom Körper weg transportiert. Hier ist die Rotation so schnell, dass der Staupunkt nicht auf dem Körper, sondern darunter liegt, im Kreuzungspunkt der Staupunktsstromlinien und im Gebiet hohen Drucks. Ähnlich wie in Abb. 4 treffen auch hier im Staupunkt gegenläufige Strömungen aufeinander. Der relativ hohe Druck unter dem Körper und der relativ niedrige Druck über ihm summieren sich zu einer Kraft F senkrecht zur Strömungsrichtung (Magnus-Effekt.)
In Abbildung 6 ist im Hintergrund eine durch Partikel visualisierte Zylinderumströmung mit Grenzschichtablösung und zwei Wirbeln im Nachlauf dargestellt. Hinter den Wirbeln läuft die Außenströmung wieder zusammen und es bildet sich ein Staupunkt (blau), in dem sich obere und untere Umströmung treffen und in die Wirbel oder die weitere Nachlaufströmung verzweigen.

## Messung des Staudrucks
Ein Pitot-Rohr kann den Gesamtdruck, bestehend aus dem statischen und dem dynamischen Druck, messen. Die Messung des statischen Druck erweist sich als viel schwieriger, da er durch das Einbringen einer Messsonde gerade an der Stelle gestört wird, an der er gemessen werden soll.:64 Nur wenn die Strömung parallel zur Messsonde (mit maximal 5° Abweichung:69) und nicht zu turbulent ist, ist das Messergebnis zuverlässig.
Zur Messung des Staudrucks muss gemäß o. g. Formel der statische Druck vom Druck am Staupunkt (Gesamt- oder Totaldruck) abgezogen werden. Dies kann durch eine getrennte Messung des statischen Drucks, gefolgt von einer rechnerischen Subtraktion, geschehen. Eine andere Möglichkeit besteht darin, einen Differenzdrucksensor zu verwenden, bei dem die Differenz auf physikalische Weise gebildet wird: dem Sensor wird mit Schläuchen der lokale Druck am Staupunkt und der statische Druck an einer Fläche senkrecht zur Anströmung zugeführt.
Der Staupunkt, an dem gemessen wird, sollte möglichst ungestört angeströmt werden. Daher wird in Flugzeugen ein Pitotrohr verwendet, dessen Öffnung vor den Bug oder das Leitwerk ragt. Eine spezielle Bauform, bei der die Öffnungen für die Druckmessungen so gelegt sind, dass sich ein möglichst geringer Messfehler bei schräger Anströmung ergibt, ist die Prandtlsonde.